# 제47회 G7 정상회의
제47회 G7 정상회의(영어: 47th G7 summit)는 2021년 6월 11-13일 영국 콘월주에서 G7 정상이 모여서 개최되었다.

## 회의 참여 정상
유럽 연합 대표와 G7 구성원 정상이 참석한다. 유럽 집행위원회 위원장은 1981년부터 계속 회의와 결정에 참석하고 있고, 현 유럽 이사회 의장은 제36회 G8 정상회의 이래로 유럽 연합의 부대표이다.
2014년 3월, G7은 러시아와 G8에서는 현재 의미 있는 회의가 가능하지 않다고 말했다.
그때부터 회의는 G7에서 계속되지 않았다. 도널드 트럼프와 에마뉘엘 마크롱은 제46회 G7 정상회의 참석을 동의했지만, 영국과 캐나다는 미국과 프랑스가 계속한다면 불참할 것이라고 위협했다. 2020년 회의는 결국 코로나19 범유행으로 인해 취소되었다.
영국의 총리 보리스 존슨은 인도, 대한민국, 남아프리카공화국, 오스트레일리아의 정상을 초대했다. 오스트레일리아는 공식 초대를 환영했고 오스트레일리아의 총리 스콧 모리슨이 페이스북과 디지털 콘텐츠로 회의할 수 있다고 제안했으며, 제45회 G7 정상회의와 2019년 오사카 G20 정상회의에서 실제로 그렇게 했다. 대한민국의 대통령 문재인은 초대를 수락했다. 그리고 2021년 4월 대한민국에서 열리는 녹색성장과 글로벌 목표 2030을 위한 연대(P4G) 회의에 존슨 총리를 초대했고, 존슨 총리는 수락했다. 인도의 총리 나렌드라 모디도 초대를 수락했다. 보리스 존슨 총리가 세계 경제 선도국의 회의인 G7 그룹을 확장시켜서, 세계의 10개국 민주주의 선도국을 만들겠다는 주장도 있었다.
제47회 G7 정상회의는 이탈리아의 총리 마리오 드라기, 일본의 총리 스가 요시히데, 미국의 대통령 조 바이든이 참석하는 첫 회의이다. 대한민국의 대통령이 참석하는 첫 G7 회의이기도 하다. 독일의 총리 앙겔라 메르켈이 2021년 독일 연방의회 선거에 재선하지 않기 때문에 임기 중 마지막인 회의일 것으로 보인다. 엘리자베스 2세 여왕은 G7 정상을 1일차 회의 후에 에덴 프로젝트에 초대했다.

### 참여자
| 회원국            | 회원국           | 국가수반                  | 직책        |
| ----------------- | ---------------- | ------------------------- | ----------- |
| 캐나다            | 캐나다           | 쥐스탱 트뤼도             | 총리        |
| 프랑스            | 프랑스           | 에마뉘엘 마크롱           | 대통령      |
| 독일              | 독일             | 앙겔라 메르켈             | 총리        |
| 이탈리아          | 이탈리아         | 마리오 드라기             | 총리        |
| 일본              | 일본             | 스가 요시히데             | 총리        |
| 영국              | 영국 (개최국)    | 보리스 존슨               | 총리        |
| 미국              | 미국             | 조 바이든                 | 대통령      |
| 유럽 연합         | 유럽 연합        | 우르줄라 폰데어라이엔     | 의회 의장   |
| 유럽 연합         | 유럽 연합        | 샤를 미셸                 | 이사회 의장 |
| 확대회의 초대국   |                  |                           |             |
| 국명              | 국명             | 국가수반                  | 직책        |
| 오스트레일리아    | 오스트레일리아   | 스콧 모리슨               | 총리        |
| 인도              | 인도             | 나렌드라 모디 (화상 참여) | 총리        |
| 대한민국          | 대한민국         | 문재인                    | 대통령      |
| 남아프리카 공화국 | 남아프리카공화국 | 시릴 라마포사             | 대통령      |

## 참가 정상의 사진

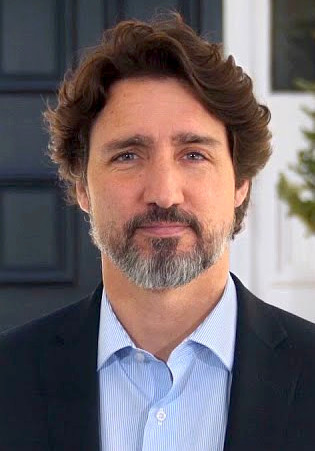
캐나다 쥐스탱 트뤼도, 총리
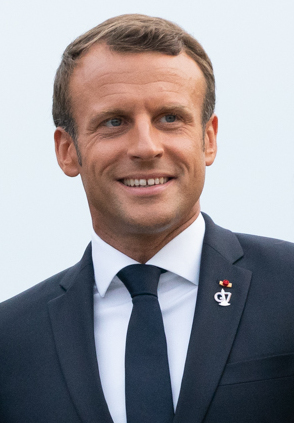
프랑스 에마뉘엘 마크롱, 대통령
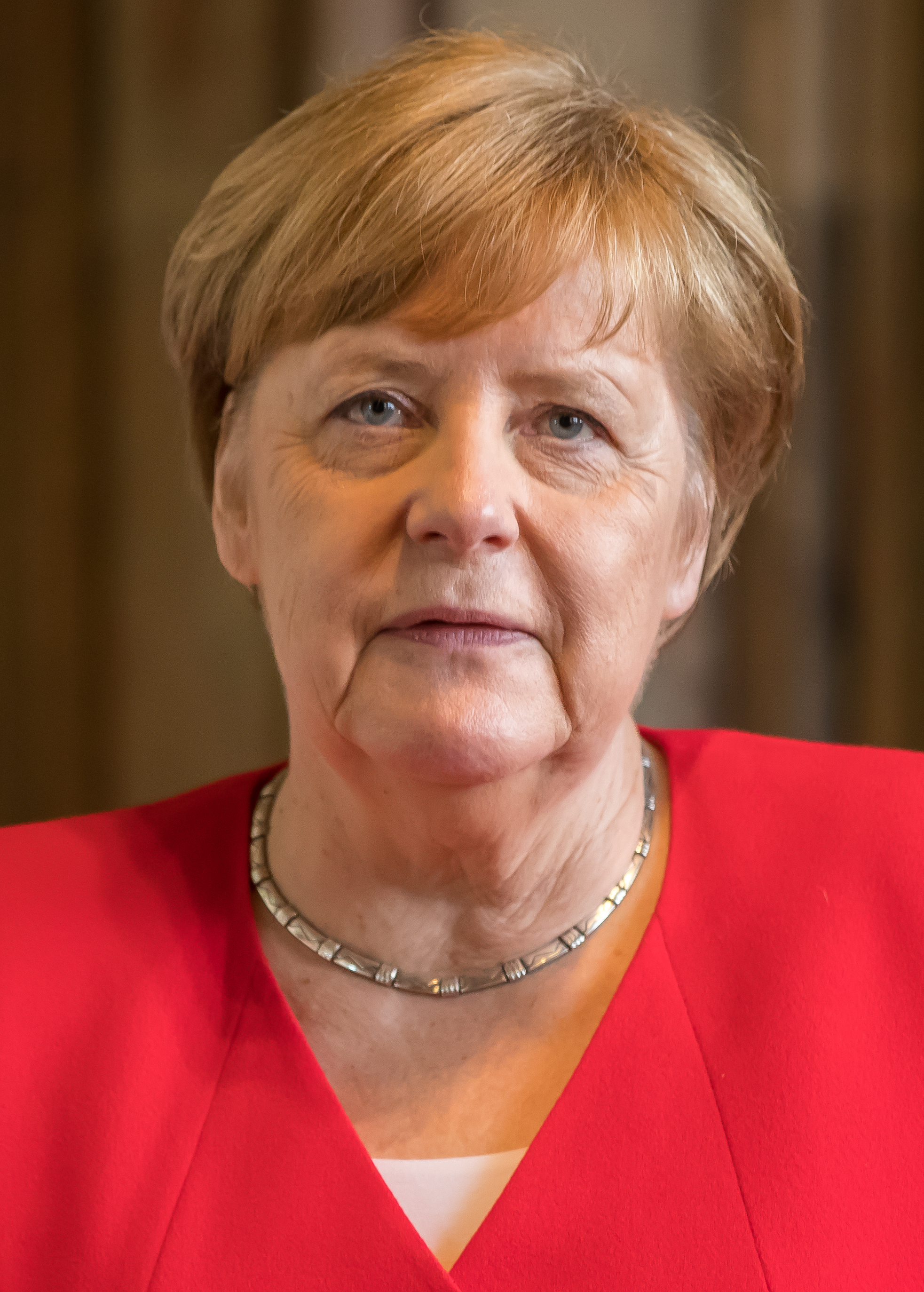
독일 앙겔라 메르켈, 총리
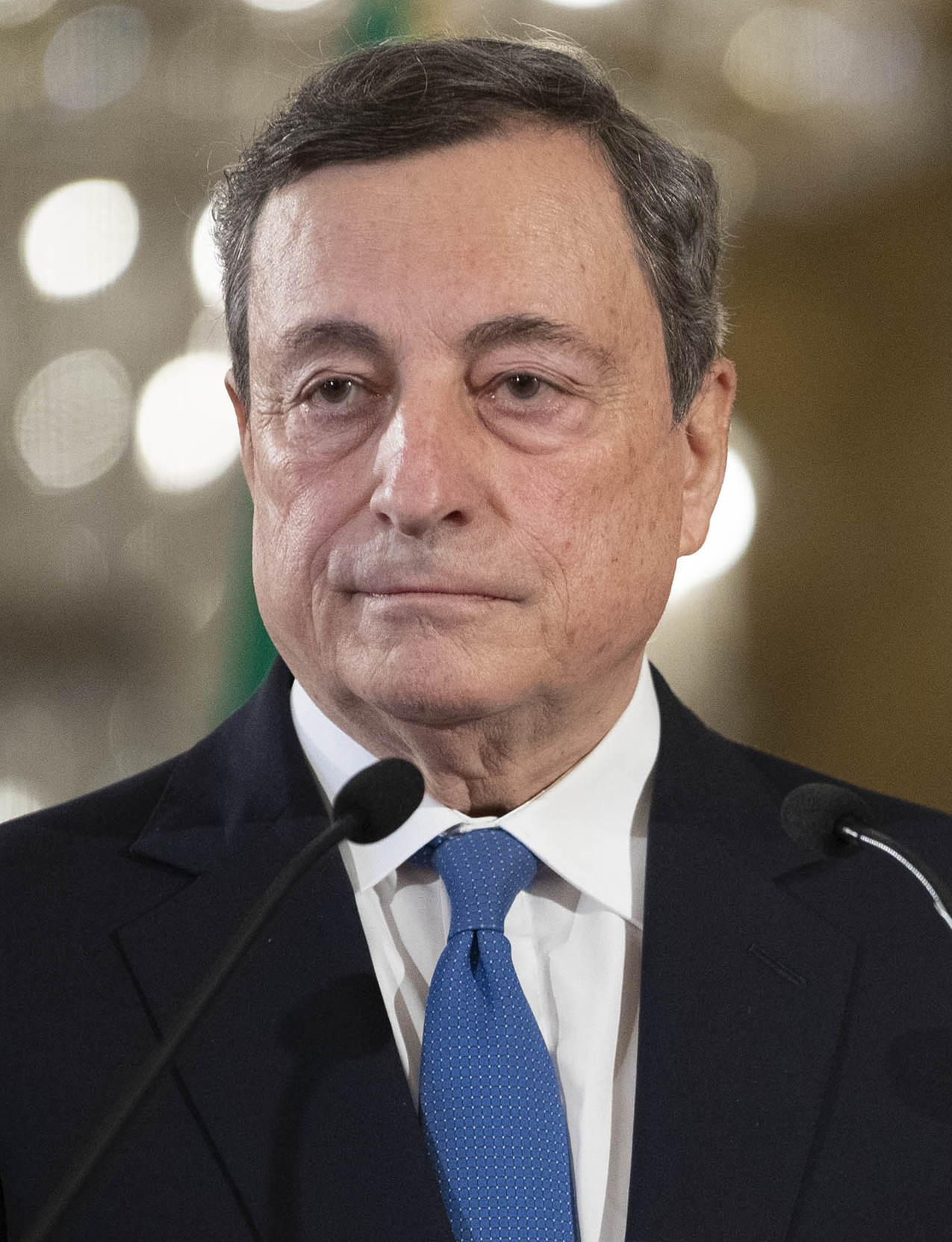
이탈리아 마리오 드라기, 총리, G20의 위원장
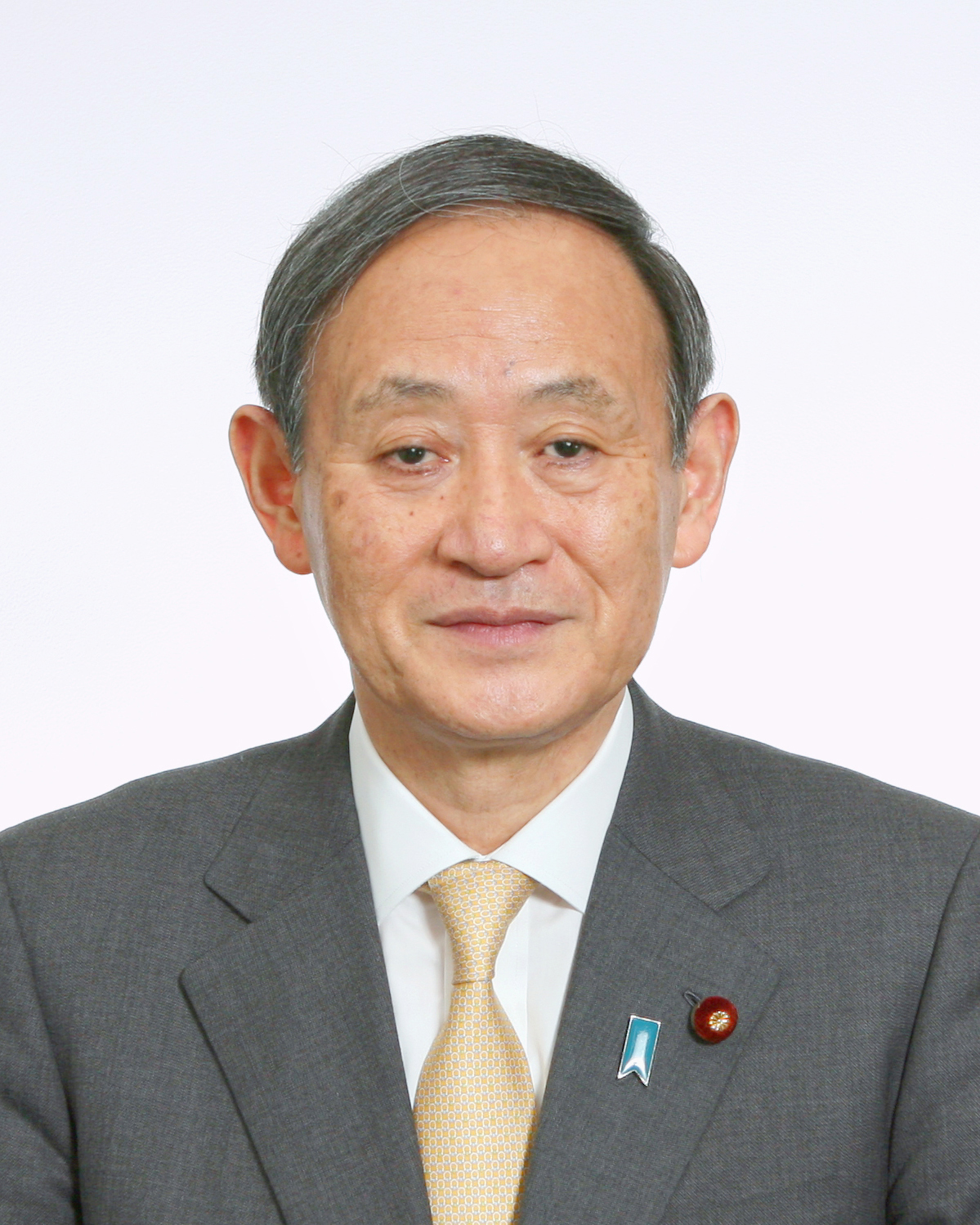
일본 스가 요시히데, 총리
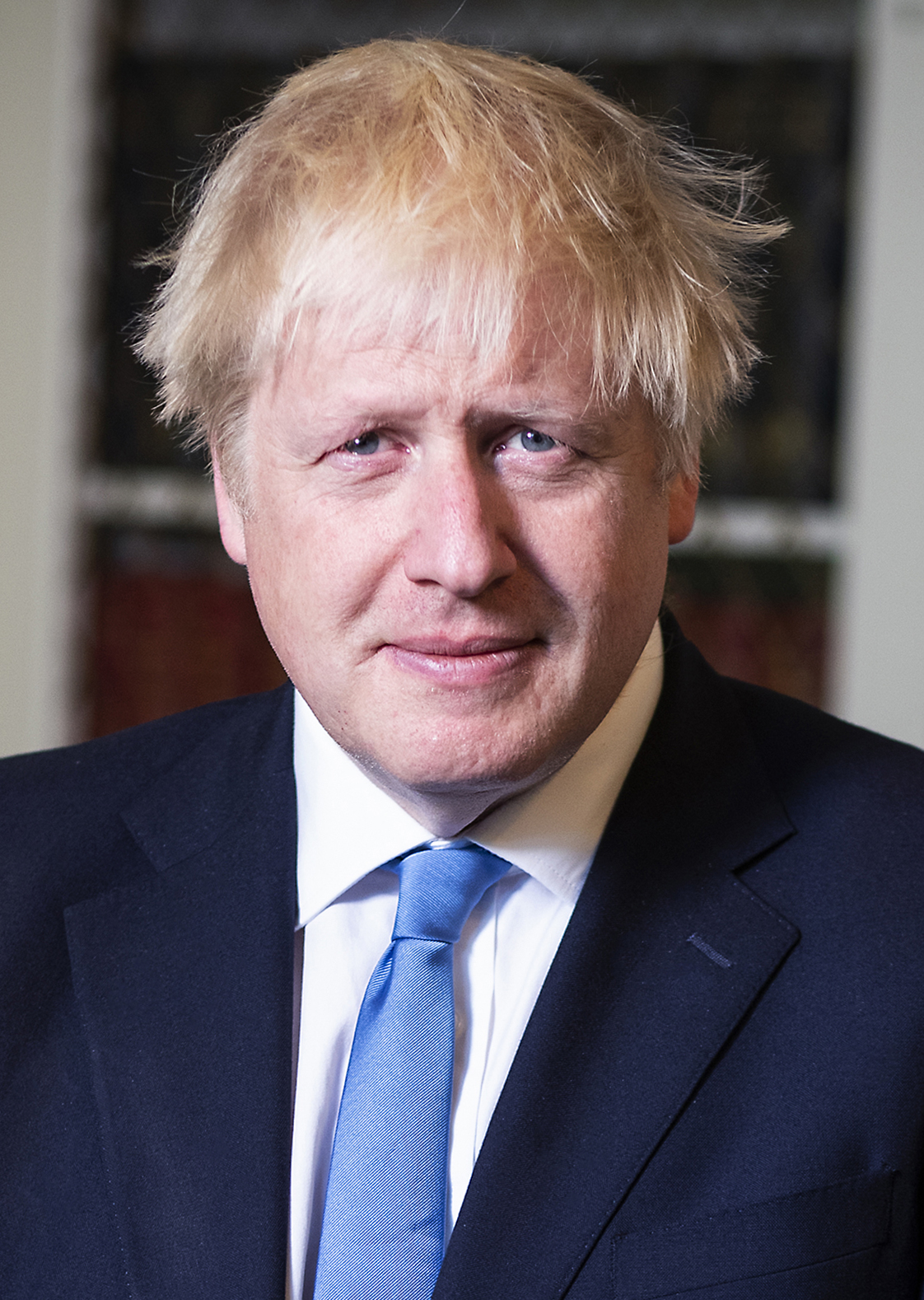
영국 보리스 존슨, 총리 (개최국)
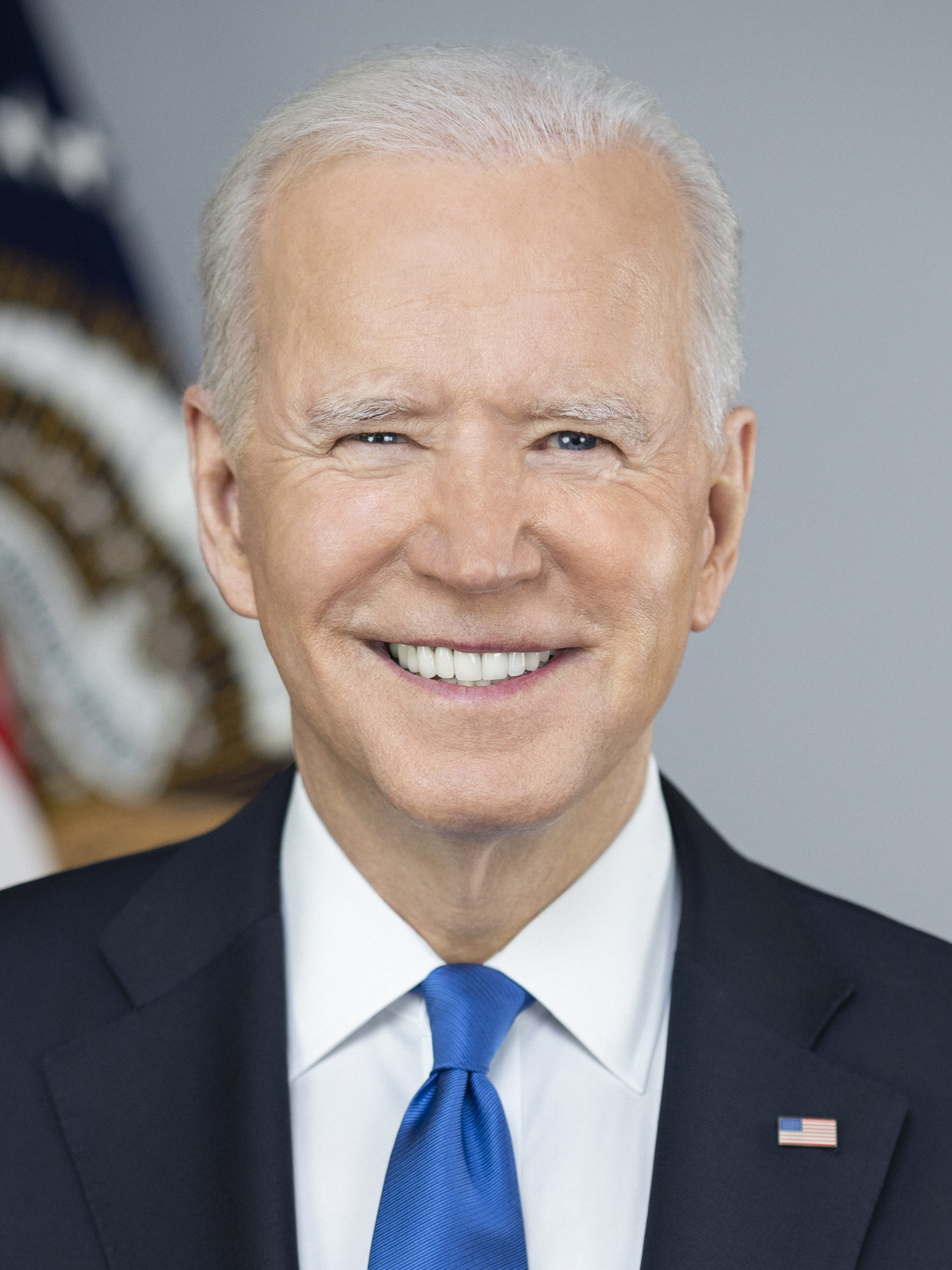
미국 조 바이든, 대통령
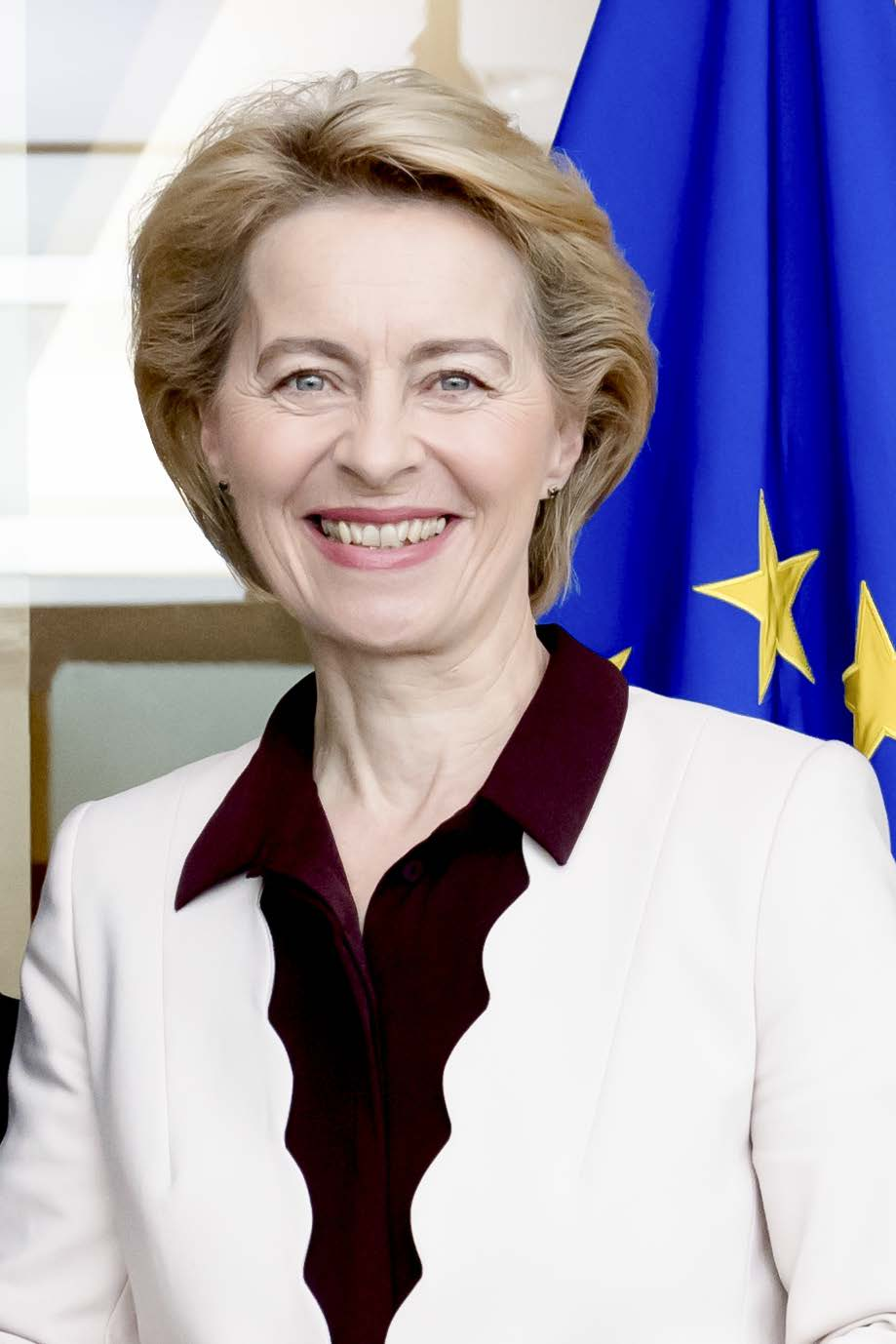
유럽 연합 우르줄라 폰데어라이엔, 유럽 집행위원회 위원장
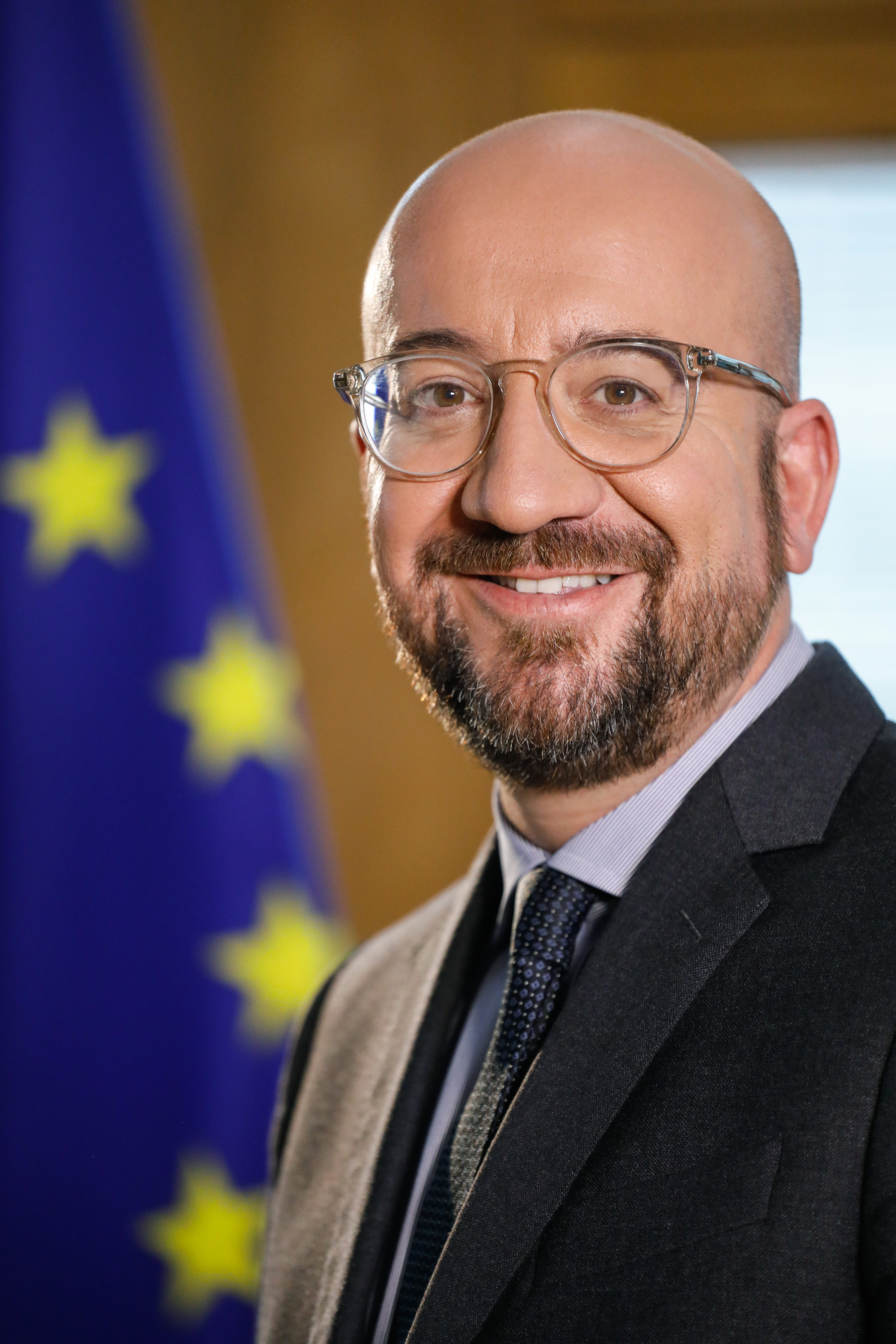
유럽 연합 샤를 미셸, 유럽 이사회 의장

### 초대국

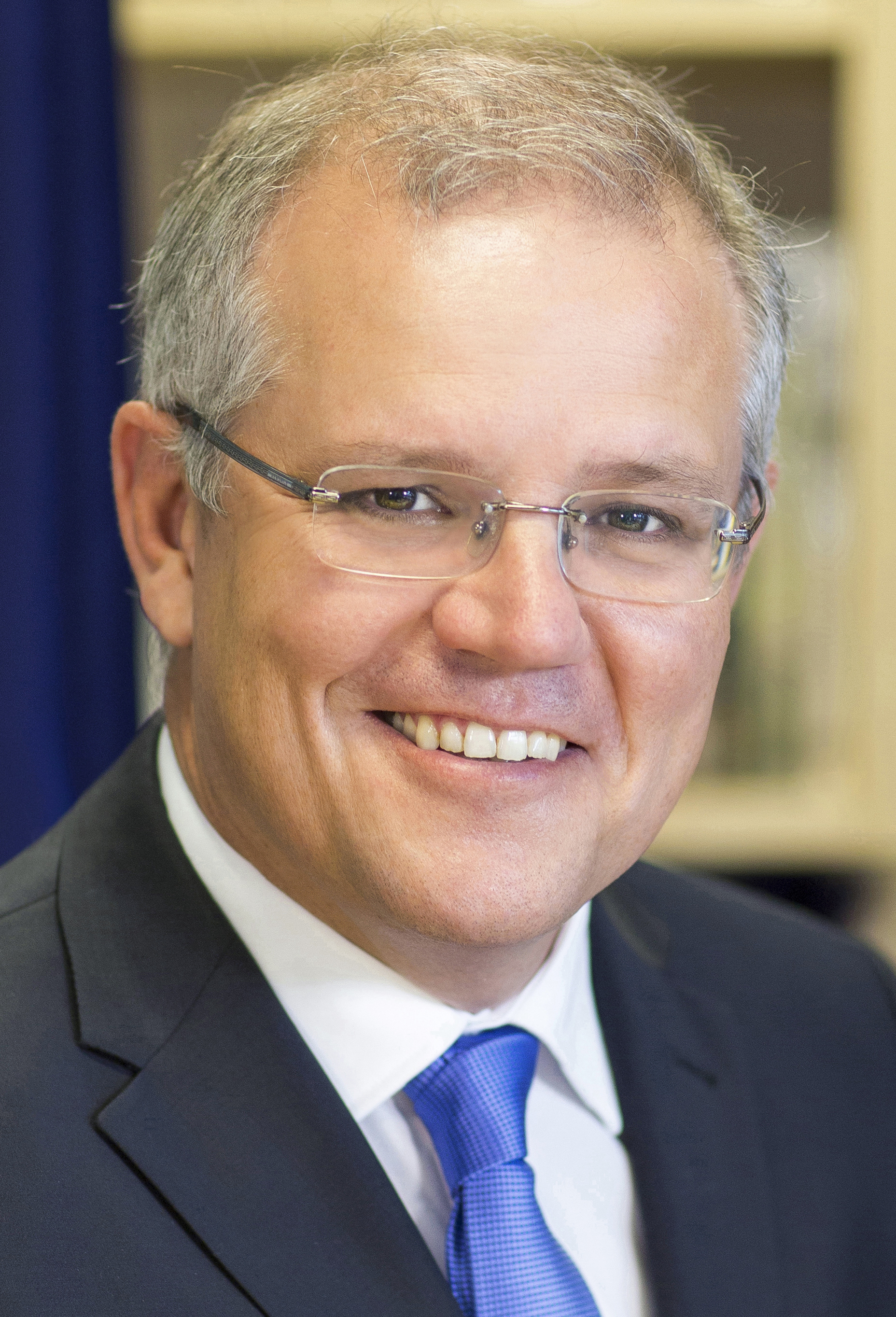
AUS 스콧 모리슨, 총리
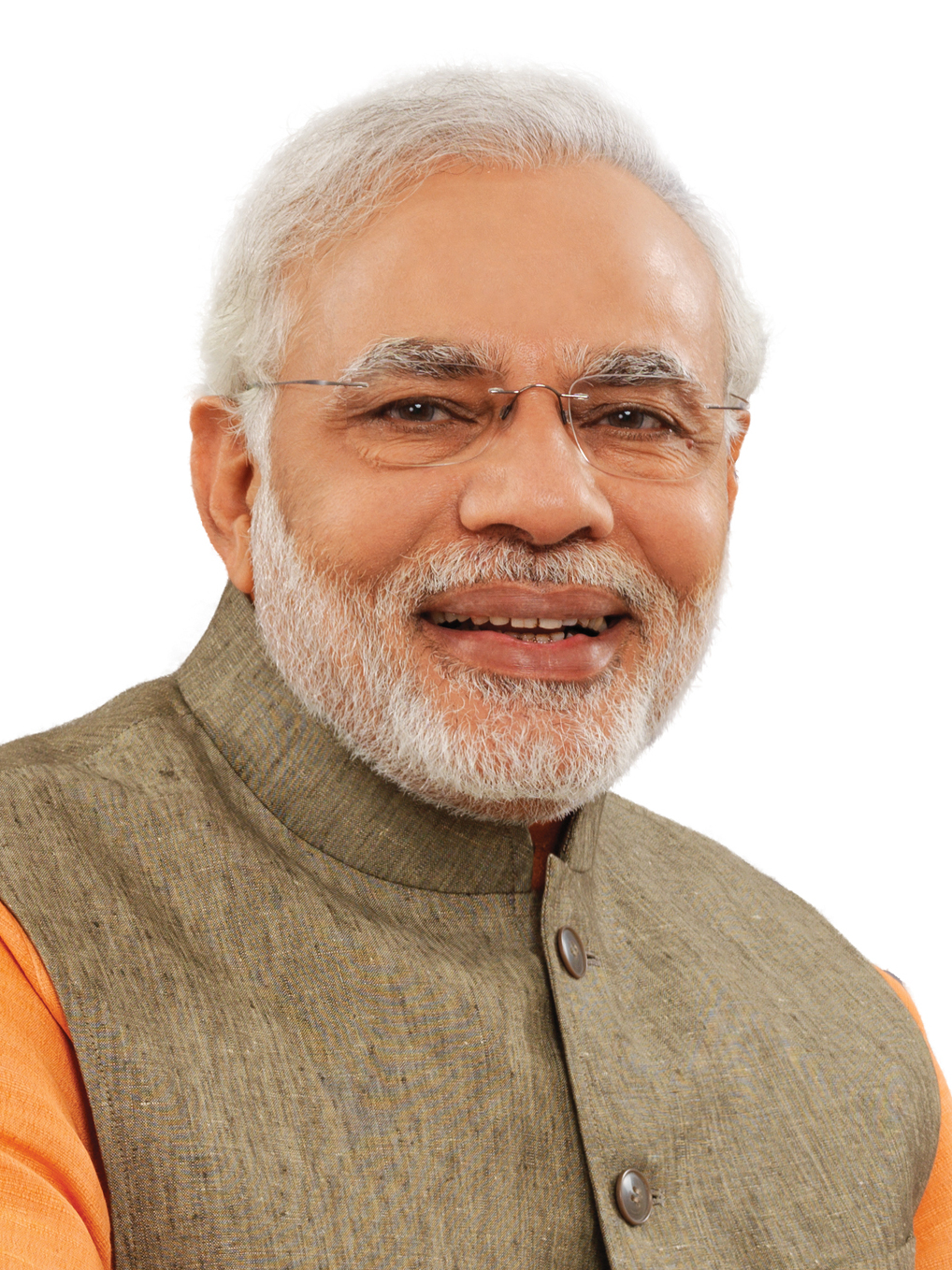
IND 나렌드라 모디, 총리
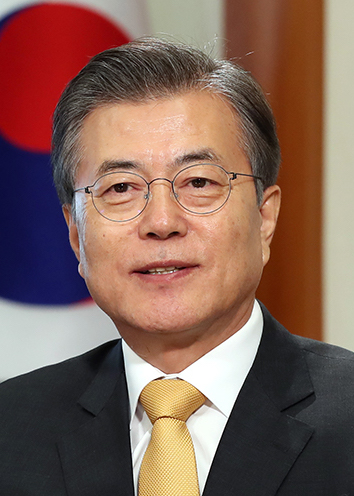
KOR 문재인, 대통령
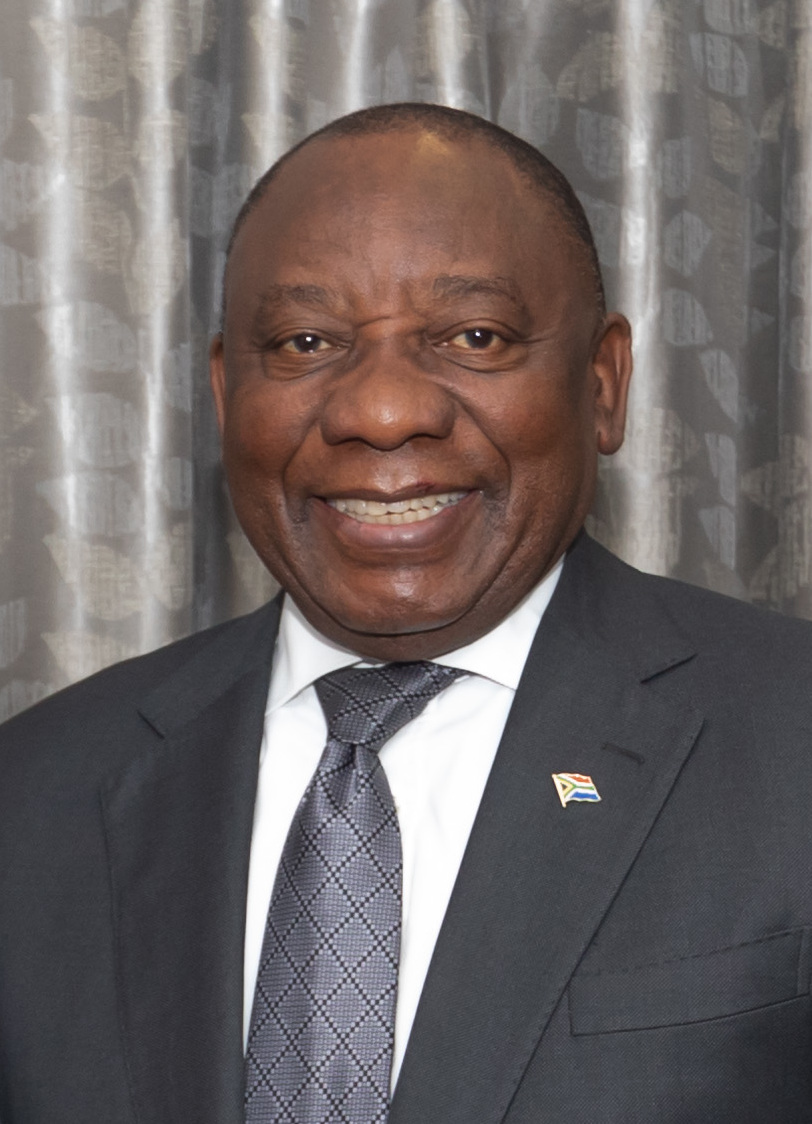
ZAF 시릴 라마포사, 대통령

- 오스트레일리아
스콧 모리슨, 
총리
- 인도
나렌드라 모디, 
총리
- 대한민국
문재인, 
대통령
- 남아프리카 공화국
시릴 라마포사, 
대통령